# Итальянские левые
Итальянские левые (итал. Sinistra Italiana, SI) — итальянская левая политическая партия, основанная в 2017 году.

## Создание
7 ноября 2015 года в римском театре Квирино (Teatro Quirino) провозглашено создание парламентской группы «Итальянские левые» на базе партии Левые Экология Свобода и группы сторонников Стефано Фассина (представители левого крыла правящей Демократической партии, не согласные с реформами премьер-министра Маттео Ренци и вышедшие из ДП; в июле 2015 года они создали небольшую партию «Будущее за левыми» (Futuro a Sinistra)). Лидер ЛЭС Ники Вендола не смог принять участие в собрании, но прислал своё письменное приветствие.
На момент создания группа «Итальянские левые» включала 31 депутата (25 представителей ЛЭС и 6 «диссидентов» ДП), за которыми вскоре последовали 10 сенаторов (7 сенаторов от ЛЭС, выходец из ДП Коррадино Минео и двое — из Движения пяти звёзд).
Осенью 2016 года в акциях «Итальянских левых», агитировавших за голосование на конституционном референдуме против реформы основного закона, предлагаемой правительством Ренци, принимали участие евродепутаты Курцио Мальтезе и Серджо Кофферати.
17 декабря 2016 года принято решение о самороспуске ЛЭС и вступлении её в состав создаваемой партии.
В течение двух недель второй половины января 2017 года количество поддержавших создаваемую политическую структуру членскими взносами выросло с 4 тыс. до 21 тыс. человек.
17 февраля 2017 года в Римини начал работу учредительный съезд «Итальянских левых». Лидер фракции ЛЭС в Палате депутатов Артуро Скотто, изначально претендовавший на руководство, отказался вступать в новую партию и вместе с 18 другими парламентариями примкнул к движению «Прогрессивный лагерь» (Campo Progressista) Джулиано Пизапиа, который решил сотрудничать с левым крылом Демократической партии, добиваясь разрыва правительственного блока с правоцентристами Анджелино Альфано.
19 февраля 2017 года, на третий день работы съезда, при поддержке Ники Вендолы и протестах мэра Неаполя Луиджи Де Маджистриса секретарём партии безальтернативно избран Никола Фратоянни (за него проголосовали 503 делегата из 680, против — 32, многие в знак протеста не участвовали в выборах).

## Деятельность
В Палате депутатов представители партии вошли в объединённую фракцию «Итальянские левые — Левые Экология Свобода — Возможно», в которую также вошли несколько депутатов, избранных по спискам Движения пяти звёзд, и сторонников покинувшего ДП Пиппо Чивати. Весной 2017 года при обсуждении нового избирательного закона Италии фракция поддерживала использование пропорциональной системы.
3 декабря 2017 года Итальянские левые вместе с Демократическим и прогрессивным движением (ДПД) и Возможно создали предвыборный блок «Liberi e Uguali» (LeU, Свободные и Равные) во главе с Пьетро Грассо, который 4 марта 2018 года добился на очередных парламентских выборах некоторого успеха: за него проголосовали 3,4 % избирателей при голосовании в Палату депутатов, что обеспечило 14 мест в палате, и 3,3 % — в Сенат (4 места).

## Национальные секретари
- Никола Фратоянни (2017—2019)
- Клаудио Грасси (и. о. 2019—2021)
- Никола Фратоянни (с 2021)